# Гехберг
Гехберг (нім. Höchberg) — громада в Німеччині, розташована в землі Баварія. Підпорядковується адміністративному округу Нижня Франконія. Входить до складу району Вюрцбург.
Площа — 7,55 км2. Населення становить 9501 ос. (станом на 31 грудня 2020).